# Kao kakao
Kao kakao je deveti album makedonske rock skupine Leb i sol.
Vsebuje 9 pesmi.
Največje uspešnice s tega albuma so »Mamurni ljudi«, »Čuvam noć od budnih«, »Čekam kišu«...
Leta 1987 je izšel pri založbi Jugoton.
Album so spremljali videospoti za »Mamurni ljudi« in »Skopje« (prvič posnet v makedonskem jeziku).
Leta 1999 je album prejel nagrado Porin za najboljšo ponovljeno izdajo.
Leta 2006 je naslednik Jugotona Croatia Records ta album izdal na zgoščenki v okviru box seta Leb i sol.

## Ozadje
Leta 1986 sta Vlatko Stefanvoski in Bodan Arsovski komponirala glasbo za TV oddajo Bušava azbuka (eng. dlakava abeceda). Ob njih je s pesmimi nastopila članica Bastiona Ana Kostovska. Goce Micanov in še en član Bastiona, Kiril Džajkovski, sta se pridružila skupini. Bobnar Garabet Tavitijan se je po 6 letih vrnil v skupino.  
Konec leta 1987 je revija Pokret opisala, da je Vlatko zaradi službe nočnega čuvaja spet dobil mačka in dodala, da je zanj svet kot kakav in da je edina oaza Skopje. V nadaljevanju je rečeno, da je srečal femme fatale, ki jo je redno vodil na Vardarjeve tekme.

## Zvočno podobni
- Za skladbo »Skopje«[7] so povzorčili »Walk Like an Egyptian« skupine The Bangles.[8] »Skopje« je v pesmi »Soliter« povzorčil Đorđe Balašević.[9]
- skladba »Čuvam noć od budnih« je povzorčila »Careless Whisper« od Whama, pa tudi saksofonske dele iz »Narodnjaci« Đorđa Balaševića.[10] »Čuvam noć od budnih« je v »Ja za ljubav neću moliti« povzročila Nina Badrić. [11]